# Paul Stanley (réalisateur)
Pour les articles homonymes, voir Paul Stanley.
Paul Stanley (né en 1922 à Hartford dans le Connecticut aux États-Unis et mort en 2002) est un réalisateur et producteur américain.

## Biographie
Paul Stanley a commencé à travailler pour la télévision à la fin des années 1950, et jusqu'au milieu des années 1980. Il a participé à la réalisation d'une cinquantaine de films ou de séries différentes.

## Filmographie (comme réalisateur)
- 1959 : La Fin d'un voyou (film)
- 1963 - 1964 : Au-delà du réel (série télévisée) : (Saisons 1 et 2)
- 1967 à 1968 : Mission Impossible (série télévisée) : (Saisons 2 et 3)
- 1968 : Mission Impossible Versus the Mob (film) : basée sur la série télévisée Mission impossible
- 1968 : Three Guns for Texas (film) : basée sur la série télévisée Laredo
- 1968 : Les Mystères de l'Ouest (série télévisée) : (Saison 4)
- 1973 : Cotter (film)
- 1973 : Kojak (série télévisée) : (Saison 1)
- 1977 - 1979 : Drôles de dames (série télévisée) : (Saisons 2 à 4)
- 1977 : L'Homme qui valait trois milliards (The Six Million Dollar Man) (série) : (Saison 4 épisode 13)
- 1978 : La croisière s'amuse (série télévisée) : (Saison 2)
- 1978 : Dallas (série télévisée) : (Saison 2)
- 1981 - 1982 : L'Homme qui tombe à pic (série télévisée) : (Saisons 1 et 2)
- 1982 : K 2000 (série télévisée) (série télévisée) : (Saison 1)
- 1985 : Tonnerre mécanique (série télévisée) : (Saison 1)
- 1985 : MacGyver (série télévisée) : (Saison 1, épisode 2)

## Source
- (en) Cet article est partiellement ou en totalité issu de l’article de Wikipédia en anglais intitulé « Paul Stanley » (voir la liste des auteurs).